# Amarga
Albums de Especia
DULCE
(28 novembre 2012) Primera
(18 février 2015)
Albums par Especia
GUSTO
(28 mai 2014)
Amarga (titré en majuscules AMARGA ; mot galicien signifiant : « amer »), deuxième EP dit « indépendant » du groupe japonais Especia sorti en 2013,,.

## Détails de l'album
Le mini album sort le 22 mai 2013 sur le label Tsubasa Records en deux versions : Tarde et Noche. Il atteint la 52e place du classement hebdomadaire des ventes de l'Oricon.
Les CD contiennent au total 9 chansons dont deux, en tant que 4e et 7e pistes, différentes selon l'édition. La chanson Midas Touch de l'édition Noche est une reprise d'un titre de Tatsuro Yamashita.
Il est le premier disque d'Especia à sortir au niveau national après un premier EP DULCE, sorti en novembre 2012, ayant une distribution limitée. Il est notamment le premier disque du groupe réduit à six membres après le départ de Yuka Itatsuda en décembre 2012, un mois après sa participation au premier EP et son dernier EP avant le départ d'un autre membre Akane Sugimoto en octobre de l'année suivante.
Une autre chanson Parliament est choisie pour sortir en clip vidéo afin de promouvoir la sortie de l'album.

## Membres
Membres crédités sur l'album : 
- Haruka Tominaga (leader)
- Chika Sannomiya
- Chihiro Mise
- Akane Sugimoto
- Monari Wakita
- Erika Mori

## Listes et titres
Toute la musique est composée par Schtein & Longer.
| CD de l'édition "Tarde" | CD de l'édition "Tarde"                          | CD de l'édition "Tarde" | CD de l'édition "Tarde" | CD de l'édition "Tarde" | CD de l'édition "Tarde" | CD de l'édition "Tarde" | CD de l'édition "Tarde" | CD de l'édition "Tarde" | CD de l'édition "Tarde" |
| No                      | Titre                                            | Durée                   |                         |                         |                         |                         |                         |                         |                         |
| ----------------------- | ------------------------------------------------ | ----------------------- | ----------------------- | ----------------------- | ----------------------- | ----------------------- | ----------------------- | ----------------------- | ----------------------- |
| 1.                      | AMARGA                                           | 0:37                    |                         |                         |                         |                         |                         |                         |                         |
| 2.                      | Twilight Palm Beach (トワイライト・パームビーチ) | 5:01                    |                         |                         |                         |                         |                         |                         |                         |
| 3.                      | Sensual Game (センシュアルゲーム)                | 5:22                    |                         |                         |                         |                         |                         |                         |                         |
| 4.                      | Sky Time (スカイタイム)                          | 5:05                    |                         |                         |                         |                         |                         |                         |                         |
| 5.                      | Interlude                                        | 1:01                    |                         |                         |                         |                         |                         |                         |                         |
| 6.                      | Parliament (パーラメント)                        | 4:26                    |                         |                         |                         |                         |                         |                         |                         |
| 7.                      | Orange Fast Lane (オレンジ・ファストレーン)      | 4:11                    |                         |                         |                         |                         |                         |                         |                         |
| 8.                      | Fukigen Rendez-vous (不機嫌ランデブー)           | 3:40                    |                         |                         |                         |                         |                         |                         |                         |
| 9.                      | AMARGA (Reprise)                                 | 0:50                    |                         |                         |                         |                         |                         |                         |                         |
| 28:93                   |                                                  |                         |                         |                         |                         |                         |                         |                         |                         |

| CD de l'édition "Noche" | CD de l'édition "Noche"                          | CD de l'édition "Noche" | CD de l'édition "Noche" | CD de l'édition "Noche" | CD de l'édition "Noche" | CD de l'édition "Noche" | CD de l'édition "Noche" | CD de l'édition "Noche" | CD de l'édition "Noche" |
| No                      | Titre                                            | Durée                   |                         |                         |                         |                         |                         |                         |                         |
| ----------------------- | ------------------------------------------------ | ----------------------- | ----------------------- | ----------------------- | ----------------------- | ----------------------- | ----------------------- | ----------------------- | ----------------------- |
| 1.                      | AMARGA                                           | 0:37                    |                         |                         |                         |                         |                         |                         |                         |
| 2.                      | Twilight Palm Beach (トワイライト・パームビーチ) | 5:01                    |                         |                         |                         |                         |                         |                         |                         |
| 3.                      | Sensual Game (センシュアルゲーム)                | 5:22                    |                         |                         |                         |                         |                         |                         |                         |
| 4.                      | Midas Touch                                      | 4:05                    |                         |                         |                         |                         |                         |                         |                         |
| 5.                      | Interlude                                        | 1:01                    |                         |                         |                         |                         |                         |                         |                         |
| 6.                      | Parliament (パーラメント)                        | 4:26                    |                         |                         |                         |                         |                         |                         |                         |
| 7.                      | Stereo Highway (ステレオ・ハイウェイ)            | 3:47                    |                         |                         |                         |                         |                         |                         |                         |
| 8.                      | Fukigen Rendez-vous (不機嫌ランデブー)           | 3:40                    |                         |                         |                         |                         |                         |                         |                         |
| 9.                      | AMARGA (Reprise)                                 | 0:50                    |                         |                         |                         |                         |                         |                         |                         |
| 27:29                   |                                                  |                         |                         |                         |                         |                         |                         |                         |                         |